# نظامی (فیلم)
«نظامی» (انگلیسی: Military (film)) یک فیلم است که در سال ۲۰۰۳ منتشر شد.